# Титмус, Ариарн
Ариарн Элизабет Титмус (англ. Ariarne Elizabeth Titmus; род. 7 сентября 2000, Лонсестон, Тасмания) — австралийская пловчиха, 4-кратная олимпийская чемпионка 2020 и 2024 годов, 5-кратная чемпионка мира, трехкратная чемпионка мира на дистанциях 200 и 400 метров вольным стилем на короткой воде, 7-кратная чемпионка Игр Содружества. Рекордсменка мира на дистанции 400 метров вольным стилем.

## Карьера
В 2015 году Титмус и её семья переехали из Тасмании в Квинсленд для получения более качественного образования.
На чемпионате мира по водным видам спорта в Будапеште в эстафетной четвёрке на 200 метров вольным стилем она завоевала бронзовую медаль.
На Играх Содружества 2018 года она выиграла золото на дистанции 4×200 метров вольным стилем.
В первый день чемпионата мира на короткой воде в Ханчжоу завоевала личную золотую медаль на 200 метрах вольным стилем. Это первый серьёзный титул австралийской пловчихи.
На чемпионате мира 2019 года в корейском Кванджу завоевала золотую медаль на дистанции 400 метров вольным стилем, на финише превзошла Кэти Ледеки на 1,21 сек, а через несколько дней помогла своей сборной занять первое место в «кролевой» эстафете 4×200 м и установить новый мировой рекорд.
22 мая 2022 года на чемпионате Австралии в Аделаиде Титмус установила мировой рекорд на дистанции 400 метров вольным стилем — 3:56.40, на 0,06 сек быстрее прежнего достижения Кэти Ледеки. 28 марта 2023 года рекорд был побит канадкой Саммер Макинтош (3:56,08).
23 июля 2023 года выиграла золото на дистанции 400 метров вольным стилем на чемпионате мира в Фукуоке с новым мировым рекордом (3:55.38). Кэти Ледеки отстала на 3 с лишним секунды, а Макинтош заняла 4-е место с результатом 3:59.94. 26 июля Титмус стала второй на дистанции 200 метров вольным стилем, всего 0,16 сек уступив Молли О’Каллаган, установившей мировой рекорд (1:52.85). 27 июля помогла австралийкам выиграть золото в эстафете 4×200 метров вольным стилем и установить новый мировой рекорд (7:37.50). 29 июля стала третьей на дистанции 800 метров вольным стилем, повторив рекорд Океании (8:13.59). Чемпионка Ледеки проплыла почти на 5 сек быстрее.
27 июля 2024 года выиграла золото на дистанции 400 метров вольным стилем на Олимпийских играх в Париже с результатом 3:57,49. Макинтош отстала на 0,88 сек, а Ледеки — на три с лишним секунды.